# Лебідка

Лебідка

Сталева лебідка з горизонтально розташованим колесом. Колекція Карла XV № 380, № III:A, 28, заповітний подарунок LRK, 1872 р. зберігається у Великій збройовій палаті в Стокгольмському палаці.

Лебі́дка, га́спель (англ. winch, hoist, нім. Winde f, Windwerk n, Haspel m) — машина для піднімання або переміщення вантажів за допомогою тягового каната чи ланцюга. У гірничодобувній промисловості застосовується в основному при веденні бурових, прохідницьких і видобувних робіт. У разі потреби лебідку поєднують з поліспастом. Вона є також частиною талі. Лебідка складається з електродвигуна, редуктора, барабана, рами, гальмівної системи. За призначенням розрізняють лебідки маневрові та вантажні. Маневрові лебідки використовують на пересувних навантажувальних станціях для виконання транспортних операцій. За кількістю барабанів лебідки поділяють на однобарабанні (типу ЛВД, ЛМП) та двобарабанні (МК), а за видом енергії — на електричні (ЛВД, МК) та пневматичні (ЛМП). Лебідки забезпечують тягові зусилля в межах від 2,5 до 200 кН. Тягове зусилля на канатах сучасних вітчизняних лебідок, які знайшли широке застосування, — 4,5-18 кН, канатомісткість — 130—150 м, швидкість руху робочого органу — 0,25-0,7 м/с, діаметр каната — 12,5 мм.